# Трудные подростки (телесериал)
«Тру́дные подро́стки» — российская социальная драма. Производством занималась компания Prospect Production специально для онлайн-кинотеатра more.tv. Сериал стал первым оригинальным проектом из линейки more originals. Со 2-го сезона создавался при поддержке Института развития интернета.
Проект снят по мотивам истории нападающего «Зенита» Александра Кокорина и полузащитника «Ростова» Павла Мамаева. Бывшие футбольные игроки устроили две драки в центре Москвы, за что, по решению суда, отправились отбывать наказания в колонии общего режима.
Премьера двух первых серий состоялась 24 октября 2019 года в 19:00 в сообществе more.tv в социальной сети ВКонтакте, а на онлайн-сервисе more.tv серии появились в этот же день в 19:30. Новые серии размещались по четвергам.
Заключительная серия первого сезона вышла 21 ноября 2019 года.
25 мая 2020 года сериал был продлён на второй сезон.
С 29 июля по 14 сентября 2020 года прошли съёмки второго сезона. Премьерный показ второго сезона прошёл с 5 октября по 23 ноября 2020 года на онлайн-сервисе more.tv.
С 17 июля по 28 августа 2021 года прошли съёмки третьего сезона.
Премьера двух первых серий третьего сезона состоялась на онлайн-сервисе more.tv 7 октября 2021 года. Заключительная серия третьего сезона была размещена 18 ноября 2021 года.
В 2021 году на more.tv состоялись премьеры двух документальных 8-серийных циклов «Трудные подростки. Реальность» и «Я не знаю, что делать».
Телевизионная премьера состоялась 16 мая 2022 года на телеканале СТС.
11 июля 2022 года стартовали съёмки четвёртого сезона. Премьера двух первых серий состоялась 10 ноября 2022 года на онлайн-сервисе more.tv. Новые серии размещались еженедельно по четвергам.
17 октября 2022 года было официально объявлено о продлении сериала на пятый сезон. 19 июля 2023 года стартовали съёмки 5-го сезона. 11 октября 2023 года было официально объявлено, что 5-й сезон станет заключительным.
Премьера финального сезона в онлайн-кинотеатре Wink была изначально заявлена на 14 декабря 2023 года, но за день до начала показа была передвинута на 15 декабря 2023 года. Новые серии размещались еженедельно по четвергам. Заключительная 45-я серия вышла 29 февраля 2024 года.

## Сюжет
Капитан футбольного клуба «Старт» Антон Ковалёв получает 2 года тюремного заключения за то, что в пьяном виде избивает посетителя кафе. 
Выйдя на свободу, Ковалёв пробует устроиться на работу тренером детской футбольной академии, но президент футбольного клуба «Старт» ему в этом отказывает по причине утраты общественного доверия. С целью реабилитации Ковалёв вынужден согласиться на работу со старшеклассниками группы Б в центре помощи трудным подросткам, чтобы помочь им одержать победу на Олимпиаде. Постепенно Ковалёв сам погружается в проблемы своих подопечных и начинает меняться вместе с ними.

## Персонажи

### Взрослые
| Актёр                              | Роль |
| ---------------------------------- | --- |
| Никита Волков                      | Антон Вадимович Ковалёв экс-капитан футбольного клуба «Старт». Воспитывался в детском доме у Германа Алексеевича. С 1 серии работает в центре помощи трудным подросткам. Старается жить на широкую ногу. Склонен к разного рода авантюрам из-за своей целеустремленности. Желает вернуться в большой спорт. Влюблён в Веронику |
| Александр Лыков                    | Герман Алексеевич Юрский директор (1—2 сезоны), зам. директора (с 3 сезона) центра помощи трудным подросткам, бывший преподаватель Ковалёва в его бытность в детском доме |
| Вильма Кутавичюте (1—4 сезоны)     | Вероника Александровна преподаватель изобразительного искусства в центре помощи трудным подросткам. Честная, красивая и самодостаточная женщина. Влюблена в Ковалёва |
| Григорий Калинин                   | Эдуард Валентинович Кошевой психолог в центре помощи трудным подросткам. В некоторой степени робкий человек, не имеющий общего языка с воспитанниками центра |
| Анна Уколова (1 сезон)             | Галина Михайловна домработница Антона Ковалёва |
| Денис Пачулия (1-2 сезоны)         | Карыч бандит, работодатель Фила |
| Наталья Бардо (2 сезон)            | Натали агент Антона Ковалёва |
| Дмитрий Поднозов (2 сезон)         | Сергей Владимирович Бородин руководитель курса Фила в Бауманке, преподаватель матанализа, суровый, опытный, старорежимный |
| Екатерина Молоховская (с 3 сезона) | Александра Петровна Брохман новый директор центра помощи трудным подросткам |
| Ингрид Олеринская (5 сезон)        | Екатерина Сергеевна Мечникова новый тренер команды «Боги футбола» в центре помощи трудным подросткам, воспитывалась в детском доме вместе с Ковалёвым и была влюблена в него |

### Подростки
| Актёр                             | Роль |
| --------------------------------- | --- |
| Виталий Андреев                   | Филипп Ростиславович Белов (Фил) нападающий футбольной команды. Имеет лидерские качества, честен, но неопытен, из-за чего легко впадает в разного рода неприятности, как бытовые, так и криминальные. Влюблён в Лену. Во втором сезоне встречался с Кристиной. Живет с матерью и младшим братом. По большому счету, предоставлен сам себе, как и его брат, который хорошо разбирается в технике (знает, как отследить человека). В третьем сезоне появляется отец Фила, который явно занимается чем-то «темным», из-за чего он постоянно пропадал из дома, иногда на несколько лет. Фил обладает талантом к математике, из-за чего поступил в Бауманку благодаря помощи Германа, директора Центра |
| Анастасия Крылова                 | Елена Максимовна Фокина (Лена) яркая девушка, по словам Платона - национальное достояние Центра, то есть имела связь с многими. В первом сезоне стремится найти парня с деньгами, чтобы выбраться из дома, где отчим домогается ее, что мать не воспринимает всерьез. Способна на интриги, которые чаще всего ломают планы Фила, в которого Лена влюблена. Встречалась с Даней, но разорвала отношения, когда тот предложил ей эскорт. В конце концов согласилась на предложение, когда жить дома стало совсем невыносимо, причем сделала это в том числе, чтобы Даня не предлагал эскорт Яне, лучшей подруге Лены. Столкнулась с темой беременности                                              |
| Тимофей Елецкий                   | Геннадий Геннадьевич Шуцкий (Гена, «Дрочер») запасной футбольной команды. Имеет СДВГ, принимает лекарства. Родители - простые люди, которые очень трепетно относятся к теме его здоровья. Над Дрочером постоянно подшучивают, считают неудачником. Стремится доказать всем, что он не «лох». Пытался понравиться Яне, но после стал встречаться с Женей, о чем сначала стеснялся рассказать коллективу. Способен на принятие необдуманных решений и действия, что чаще всего является следствием СДВГ. Робкий человек. Хочет найти свое место в коллективе |
| Владимир Гарцунов                 | Егор Константинович Платонов (Платон) защитник футбольной команды. В свободное время «барыжит», занимается мелким воровством, имеет много приводов и знакомств в преступном мире. Устраивает для Фила подработку, из-за которой тот попадает в большие неприятности и следующие два сезона пытается расплатиться с долгами перед бандой. Платон живет с матерью и отчимом. С последним у него взаимная неприязнь. Старается не огорчать мать и радовать ее успехами в футболе. Встретил девушку мечту, когда пытался ее обокрасть - оказалось, она из «приличной» семьи, учится в музыкальной академии                                                                                            |
| Святослав Рогожан                 | Никита Евгеньевич Бойко защитник футбольной команды. Вероятнее всего, имеет привод за драки. Предпочитает решать большинство вопросов «кулаками». Живет достаточно бедно с матерью и отцом. Мать - забитая «лошадка», которая все прощает мужу. Отец Никиты алкоголик, который постоянно жестоко избивает его мать и самого Никиту - тот часто приходит в центр с синяками по всему телу. Смог противостоять отцу, после чего тот, вероятно, перестал поднимать на него руку, но продолжал избивать мать. В конце концов, Никита вызвал полицию, но мать «откупила» мужа, на что Никита ушел из дома. Был влюблён в Яну. Встречается с Дашей.                                                     |
| Алёна Швиденкова                  | Евгения Олеговна Хомякова (Женя) резкая саркастичная девушка. Имеет «лишний» вес, из-за чего страдает от насмешек одноклассников в Центре и вообще в жизни. Ярко красит волосы. Очень огорчилась, когда подростки в Центре пытались использовать ее, чтобы спровадить новенького, Даню. Стала встречаться с Геной-Дрочером. В одно время была участницей сообщества «китов», где модераторы заставляли подростков резать себя и совершать опасные для жизни действия. Как и Дрочер, страдает от неприятия обществом и одиночества |
| Мила Ершова                       | Яна Васильевна Рудевич тусовщица, которая имеет проблемы с употреблением наркотиков. Ведет развязный образ жизни, устав от созерцания «прекрасной семьи, которую мать построила с отчимом», и частью которой Яна не является. Хрупкая натура, хочет, чтобы на нее не было все равно родным. В прошлом была изнасилована своим парнем, когда была под действием веществ и не могла сопротивляться. Лучшая подруга Лены. Была влюблена в Даню. |
| Глеб Калюжный                     | Максим Русланович Игнатьев (Макс) вратарь футбольной команды. Как и остальные подростки Центра сведущ в воровстве, драках, тусовках. Вероятно, имеет привод за воровство. Чаще всего нейтрален в конфликтах. Был участником сообщества «китов», совершил попытку самоубийства, но одумался после разговора с Антоном Ковалёвым |
| Виктория Буцких (1—4 сезоны)      | Кристина Грин студентка Бауманки, влюблена в Фила. Добрая, искренняя девушка. Далека от мира Фила и подростков Центра, из-за чего пытается примерить образ «плохой девчонки», что влечет неприятности |
| Александр Булатов (1—4 сезоны)    | Артём Ростиславович Белов младший брат Фила. Курит электронные сигареты, разбирается в компьютерах и «взрослых», преступных делах |
| Сергей Новосад (со 2 сезона)      | Даниил Витальевич Макеев (Даня) мажор-тусовщик. Нападающий в футбольной команде. Попал в Центр из-за «подставы» Ковалёва, ранее учился в спортивной школе «Орион», где играл в основе благодаря тому, что за него платил отец, хотя сам Даня хороший игрок. Имеет отдельную квартиру, которую использует для тусовок. Ушел в эту квартиру из дома, когда поссорился с отцом, узнав о его делах в «Орионе». Даня побаивается отца, который является очень суровым и строгим человеком, иногда поднимающим руку на сына. В разное время Даня имел связи с Леной, Яной и Владой. Независим, имеет лидерские качества, использует людей как средства для достижения целей                             |
| Анастасия Красовская (с 3 сезона) | Владислава Евгеньевна Леонова (Влада) новенькая в Центре. Держится обособленно от остальных. Пытается добиться внимания Ковалёва. Работает в стриптиз-клубе, из которого не может уйти, так как должна бандитам, держащим клуб. Очень раскрепощена и самоуверенна |
| Дарья Алыпова (с 3 сезона)        | Варя студентка музыкального училища. Происходит из семьи интеллигентов. Производит впечатление воспитанной и скромной девушки, однако она же и становится инициатором отношений с Платоном, после того как замечает что молодой человек регулярно ходит за ней по пятам |
| Анар Халилов (4 сезон)            | Паша |
| Даша Верещагина (5 сезон)         | Даша |

### Родители подростков
| Актёр                           | Роль                         |
| ------------------------------- | ---------------------------- |
| Васса Дергалева (1 сезон)       | мама Гены                    |
| Дмитрий Тихонов (1 сезон)       | Геннадий папа Гены           |
| Александр Рогожан (1, 3 сезоны) | Евгений папа Никиты          |
| Игорь Жижикин (2, 5 сезоны)     | Виталий папа Дани            |
| Павел Ворожцов (2 сезон)        | дядя Дани                    |
| Виктория Богатырёва (2 сезон)   | мама Платона                 |
| Ольга Редько (2, 3, 5 сезоны)   | мама Яны                     |
| Сергей Бородинов (11 серия)     | Виктор отчим Платона         |
| Никита Тезов (2, 3 сезоны)      | отчим Яны                    |
| Дмитрий Косенкин (3, 5 сезон)   | хахаль мамы Лены             |
| Евгений Миллер (3, 4 сезоны)    | Ростислав папа Фила и Артёма |
| Клаудиа Бочар (3 сезон)         | мама Фила и Артёма           |
| Евгения Шипова (3, 5 сезоны)    | Виктория мама Гены           |
| Александр Разбаш (3, 5 сезоны)  | Геннадий папа Гены           |
| Марина Засухина (3 сезон)       | мама Никиты                  |
| Светлана Бакулина (3 сезон)     | мама Лены                    |
| Александра Ильвес (5 сезон)     | мама Лены                    |

### Приглашённые знаменитости
| Актёр                              | Роль                                                                   |
| ---------------------------------- | ---------------------------------------------------------------------- |
| Василий Уткин (1, 7 серии)         | в роли самого себя (спортивный обозреватель)                           |
| Гаджи «Автомат» Наврузов (3 серия) | в роли самого себя (чемпион мира по муай-тай, тренирующий в спортзале) |
| Дмитрий Губерниев (15 серия)       | в роли самого себя                                                     |
| Анна Семенович (новогодняя серия)  | в роли самой себя (ведущая церемонии вручения премии «Волонтёр года»)  |

## Список сезонов
| Сезон | Сезон            | Серии            | Период трансляции                 |
| ----- | ---------------- | ---------------- | --------------------------------- |
|       | 1                | 8                | 24 октября — 21 ноября 2019       |
|       | 2                | 8                | 5 октября — 23 ноября 2020        |
|       | 3                | 8                | 7 октября — 18 ноября 2021        |
|       | Новогодняя серия | Новогодняя серия | 27 декабря 2021                   |
|       | 4                | 8                | 10 ноября — 22 декабря 2022       |
|       | 5                | 12               | 15 декабря 2023 — 29 февраля 2024 |

## Эпизоды

### Сезон 1
| № серии | Описание серии | Премьера   |
| ------- | --- | ---------- |
| 1       | Антон решает устроиться в центр для трудных подростков, чтобы поправить свою репутацию. Однако сначала ему предстоит завоевать авторитет у здешних ребят. Такая же проблема стоит перед новеньким — Филом. Задача оказывается под силу только одному из них.                                                                                 | 24.10.2019 |
| 2       | Ребята всё ещё не принимают Антона и пытаются нарыть на наставника компромат. Чтобы исправить положение, ему придётся обнажить перед ними не только душу. Женя начинает переживать из-за своей внешности, а Фил, наоборот, осваивается на новом месте и решает приударить за одной из девчонок.                                              | 24.10.2019 |
| 3       | Быстрая тема Платона не сулит Филу ничего, кроме неприятностей. Ковалёв не оставляет попыток выбить из своих подопечных всю дурь. Макс замечает, что Никита что-то недоговаривает. | 31.10.2019 |
| 4       | Дрочер решает поюзать свободную хату и отчаянно пытается заманить всех на вечеринку века. Фил не может определиться со своими чувствами и снова думает не тем местом. Ковалёву так и не удаётся уберечь своих подопечных от постоянных косяков, за что ему придётся заплатить.                                                               | 31.10.2019 |
| 5       | После бурной ночи неисправимая восьмёрка отправляется на дружескую эстафету в частную элитную школу. Здесь они в очередной раз оказываются в центре внимания далеко не из-за своих спортивных успехов. Холёный тренер и их богатенькие соперники видят в ребятах из центра только малолетних уголовников и будущих зэков, но надолго ли это? | 07.11.2019 |
| 6       | Антон в наказание вывозит ребят на спортивные сборы на природу, где недосчитывается пары подопечных, удравших на поиски бухла, женщин и смысла жизни. Ребята узнают о тайном друге по переписке Макса. Лена готова пойти на всё, чтобы продолжить играть на чувствах Фила.                                                                   | 07.11.2019 |
| 7       | Ковалёв своей очередной выходкой доказывает, что единственный трудный ребёнок в центре — это он сам. Теперь ему на помощь должны прийти его же воспитанники, в противном случае никакого центра может больше и не быть. Лена пытается выдать желаемое за действительное, совершенно не думая о возможных последствиях.                       | 14.11.2019 |
| 8       | Антону, наконец, выпадает шанс вернуться в большой спорт, но его дальнейшая судьба зависит только от успеха подростков. Лена решает отомстить за прошлое Яны. Фил находит способ обойтись без помощи Антона, но даже не представляет, кому в итоге придётся за это поплатиться.                                                              | 21.11.2019 |

### Сезон 2
| № серии | Описание серии | Премьера   |
| ------- | --- | ---------- |
| 1 (9)   | Ковалёв возвращается в центр и снова начинает тренировать ребят. У него появляется сексапильный агент — Натали.                                              | 05.10.2020 |
| 2 (10)  | Узнав, что мажор-новенький хочет приударить за Леной, Фил придумывает свой план. Ковалёв приглашает ребят на вечеринку за свой счёт.                         | 12.10.2020 |
| 3 (11)  | Фил ввязывается в карточные дела с Карычем. Накануне игры команда остаётся без главного игрока.                                                              | 19.10.2020 |
| 4 (12)  | Ковалёв пытается тренировать своих подопечных, но ребята предпочитают физкультуре лёгкие деньги. Лена хочет огородить Яну от Дани и эскорт-бизнеса его дяди. | 26.10.2020 |
| 5 (13)  | Гена и Яна угоняют машину Ковалёва. Остальные бросаются на их поиски.                                                                                        | 02.11.2020 |
| 6 (14)  | Ребята принимают перед игрой допинг и принимают аллергическую реакцию за сифилис. Даня шантажирует Лену фотографиями.                                        | 09.11.2020 |
| 7 (15)  | Команду отстраняют от матчей на один сезон из-за решения спонсора. Ребята решают подставить его дочь.                                                        | 16.11.2020 |
| 8 (16)  | Натали ставит ультиматум Ковалёву: либо он уезжает прямо с матча, либо у него больше нет агента. Антону приходится снова вызволять Фила.                     | 23.11.2020 |

### Сезон 3
| № серии               | Описание серии | Премьера   |
| --------------------- | --- | ---------- |
| 1 (17)                | Новый директор, новые порядки: подросткам предстоит сдать анализы на запрещённые вещества, а Антону — очень неловкая встреча. | 07.10.2021 |
| 2 (18)                | Очередная авантюра ребят заканчивается лекцией об эксгибиционизме и приездом наряда полиции. | 07.10.2021 |
| 3 (19)                | «Боги футбола» остались без вратаря: Антон, Платон и Дрочер пытаются заключить сделку с полицией, а Никита и Даня — подписать игрока из другой команды. | 14.10.2021 |
| 4 (20)                | Новая руководительница центра находит способ внести раскол в команду, Женя сталкивается с изменой, а Платон отправляется слушать Шуберта. | 21.10.2021 |
| 5 (21)                | «Боги футбола» встречаются с предвзятым судейством, Фил — с комиссией по отчислению, а Женя обнаруживает, что у неё теперь два парня. | 28.10.2021 |
| 6 (22)                | Дрочер отправляется на крышу, чтобы доказать силу своей любви, а Фил просит отца об одолжении. | 04.11.2021 |
| 7 (23)                | Даню снова зовут в «Орион», Платон садится за пианино, а Кристина попадает в пугающий стрим. | 11.11.2021 |
| 8 (24)                | Перед финальным матчем сезона команда трудных подростков оказывается в непростом положении: Даня перешёл в клуб соперника, Ковалёву приходится разбираться с проблемами Влады, Филу — с долгами отца, Вероника пакует чемоданы, а директор центра плетёт очередную интригу. | 18.11.2021 |
| Новогодняя серия (25) | Ковалёва зовут на церемонию вручения премии «Волонтёр года». Вот только прийти на неё нужно вместе с подопечными, а значит торжественное мероприятие вряд ли пройдёт по плану.                                                                                              | 27.12.2021 |

### Сезон 4
| № серии | Описание серии | Премьера   |
| ------- | --- | ---------- |
| 1 (26)  | Пока Ковалёв пытается организовать для ребят поездку на турнир, подростки решают пробраться в студию вебкама, чтобы спасти своего тренера.          | 10.11.2022 |
| 2 (27)  | Студия вебкама переезжает в подвал центра. Чтобы скрыть её от директрисы, подростки устраивают отвлекающий манёвр с участием питона.                | 10.11.2022 |
| 3 (28)  | Ребята решают заработать на студии в подвале и начинают продавать места на оффлайн-шоу. Но проблемы с электрикой грозят уничтожить всё предприятие. | 17.11.2022 |
| 4 (29)  | Подростки собираются сдать матч, чтобы вернуть долг Таймазу, но у Ковалёва на эту игру другие планы.                                                | 24.11.2022 |
| 5 (30)  | Чтобы отдать долг Таймазу, подросткам придется научиться печь пончики, а Ковалёв пишет заявление об увольнении из центра.                           | 01.12.2022 |
| 6 (31)  | Подросткам предстоит важный футбольный матч, но в команде неожиданно появляется новый игрок.                                                        | 08.12.2022 |
| 7 (32)  | Пока ребята готовятся похитить сына Таймаза, Фил решает продать ему угнанную машину.                                                                | 15.12.2022 |
| 8 (33)  | Ребята уже готовы отправиться в Сочи, но сначала им предстоит пережить решающее столкновение с Таймазом.                                            | 22.12.2022 |

### Сезон 5
| № серии | Описание серии | Премьера        |
| ------- | --- | --------------- |
| 1 (34)  | «Боги футбола» возвращаются на автобусе из Сочи. На заправке команду встречает Александра с отличной новостью: за безупречное поведение и победу над ЗИЛовцами всю группу Б ожидает комиссия, которая рассмотрит их освобождение из центра. Однако уже через несколько секунд на бензоколонке взрывается туалет. Подростки утверждают, что они не имеют отношения к этому инциденту, но никто им не верит.                                                   | 15 декабря 2023 |
| 2 (35)  | Первый рабочий день в новом клубе превращается для Ковалёва в настоящий кошмар, когда подростки из центра портят его дорогой автомобиль и рассказывают родителям ЗИЛовцев о том, что Антон давал ребятам допинг. Возмущённые взрослые подписывают петицию с требованием уволить Ковалёва. | 21 декабря 2023 |
| 3 (36)  | Пока «Боги футбола» готовятся к предстоящему турниру, ЗИЛовцы решают избавиться от Ковалёва. Они планируют подставить его перед директором клуба, слоняясь по коридорам и играя в телефон у его кабинета. Между тем Лена уговаривает восьмиклассника из математической школы помочь ей на ужине с Виктором и его женой, а Влада пытается разобраться в себе и своих чувствах к Максу.                                                                        | 28 декабря 2023 |
| 4 (37)  | На тренировке «Богов футбола» ждёт сюрприз: теперь у них новый наставник — Екатерина Мечникова. Парни встречают тренера в своём стиле: с подколов, на которые она реагирует ультиматумом: весёлые и дерзкие рискуют отправиться на скамейку запасных. Но они просто так не сдаются и придумывают план мести. Тем временем у Лены очередные проблемы: у пары, которой она планирует отдать своего ребёнка, оказывается, есть очень навязчивый племянник Митя. | 4 января 2024   |
| 5 (38)  | Платон приезжает к Ковалёву и просит его о помощи, так как сам подросток не может разобраться с последствиями своего поступка — угона машины у директора ЗИЛа. Антон соглашается помочь, но только с одним условием. Тем временем оказывается, что новенькая, Даша, — игроманка. Яна обманывает Женю, чтобы войти в круг друзей Марка, а Даня признаёт, что ему нужен тренер.                                                                                | 11 января 2024  |
| 6 (39)  | Ковалёв ждёт, что Платон поможет ему избавиться от Мечниковой, однако подросток в последний момент решает всё сделать по-своему. Влада никак не может разобраться в своих чувствах к Максу. Тем временем Лена пытается найти своё личное дело в компьютере Александры, но у неё ничего не выходит. Тогда она отправляется на поиски Фила, чтобы попросить его о помощи.                                                                                      | 18 января 2024  |
| 7 (40)  | Страсти накаляются, а проблемы подростков становятся ещё острее: «Боги футбола» в очередной раз пытаются насолить ЗИЛовцам, Дрочер больше не может рассчитывать на поддержку родителей, а у Жени заводятся хейтеры. Тем временем Фил соглашается помочь Лене, а Даня решается на разговор с Владой. | 25 января 2024  |
| 8 (41)  | Герман пытается помирить подростков и Ковалёва, но у него ничего не выходит. Теперь «Богам футбола» грозит дисквалификация с турнира, и чтобы этого избежать, парни придумывают очередной сомнительный план. Между тем Макс переживает расставание с Владой, Дрочер находит работу, а Антон решает выяснить, что же тогда произошло на автозаправке. | 1 февраля 2024  |
| 9 (42)  | Подростки уезжают на дачу к Дрочеру. Вслед за ними отправляются и ЗИЛовцы, которые до этого караулили соперников у центра. Там трудных встречают разгорячённые местные, которым «Боги футбола» уже успели насолить. Обстановка продолжает накаляться, но тут неожиданно появляется Ковалёв, который приехал извиниться перед своими бывшими воспитанниками. Заодно он решает принести извинения и Мечниковой.                                                | 8 февраля 2024  |
| 10 (43) | Лене наконец-то удаётся достать справку для Виктора, однако в самый неудачный момент появляется Фил. Яна пытается помириться с Женей, а Платон — с Варей. Тем временем у подростков снова появляется шанс пройти комиссию. | 15 февраля 2024 |
| 11 (44) | Преподаватели центра гадают, как помочь подросткам не накосячить перед комиссией, и Ковалёв предлагает взять их к себе на ночёвку. Тем временем Фил и Платон решают украсть машину у Антона, но внезапно появляется Дрочер и просит их взять его с собой. | 22 февраля 2024 |
| 12 (45) | В день комиссии куда-то пропадают Фил с Платоном. Остальные подростки отказываются идти туда без ребят, чем выводят из себя директрису. Чтобы потянуть время, группа Б вынуждена участвовать в спектакле Эдика. Но успеют ли вернуться Ковалёв и остальные? | 29 февраля 2024 |

## Рейтинги
Первый сезон сериала «Трудные подростки» получил высокий зрительский интерес. На следующий день после премьеры серии также выходят на YouTube-канале more.tv. 9 ноября 2019 года 6-я серия проекта весь день держалась под номером 1 в трендах YouTube.

## Признание и награды
- 7 декабря 2019 года первый сезон сериала одержал победу в категории «Выбор прессы: Лучший интернет-сериал» на II российской премии в области веб-индустрии[24].
- 24 декабря 2019 года проект вошёл в тройку лучших российских сериалов 2019 года по решению 18 ведущих российских кино- и телекритиков на сайте Кино-театр.ру[25].
- 5 февраля 2021 года второй сезон сериала получил награду в категории «Выбор прессы: Лучший интернет-сериал» на III премии в области веб-индустрии[26].

## Мнения о сериале
Сериал получил неоднозначные оценки телекритиков и журналистов.
- Марина Максимова, Russia Today:

Сериал предназначен для зрителей старше 18 лет. Общая атмосфера в кадре — весьма мрачная. О тяжёлой жизни малолетних преступников рассказывается жёстко, без прикрас — в том числе с использованием мата и откровенных сцен. Концентрация в ленте повседневных ужасов настолько сильна, что порой происходящее кажется надуманным.
- Павел Воронков, Газета.Ru:

Это самый честный и достоверный сериал о современной российской молодёжи из ныне имеющихся. «Подростки» не стесняются показывать составляющие тинейджерского быта (секс, алкоголь, наркотики, дружба, любовь, ну вы в курсе), однако не грешат назидательным отношением, не стремятся никого пожурить — и в то же время не скатываются в откровенный трэш и чернуху (как происходило в «Школе» Валерии Гай Германики). Молодые люди здесь — и это действительно неожиданно для российского сериала — представлены не как непостижимое стихийное явление, а именно как люди: со своими проблемами, страхами и мечтами.
- Ангелина Гура, «Канобу»:

Этакий незацензуренный и более жёсткий «Физрук» без надоевшего Нагиева, но при этом с интересными актёрами на первом плане. Александр Лыков бьёт харизмой и многолетним актёрским мастерством — его герой запоминается даже при условии небольшого экранного времени. Также и Никита Волков ролью самоуверенного и горделивого футболиста доказывает, что, помимо Александра Петрова, в этой стране ещё остались молодые актёры, способные талантливо играть мудаков.
- Маша Токмашева, Кино-театр.ру:

«Трудные подростки» — это история второго шанса, который редко даётся современному человеку, вне зависимости от его возраста или социального статуса. Такое редко обсуждается в нашем обществе «без права на ошибку». И в этом смысле первый сериал сервиса more.tv удался.